# Mistrzostwa Europy U-19 w Piłce Nożnej Kobiet 2023
Mistrzostwa Europy U-19 w Piłce Nożnej Kobiet 2023 – dwudziesty czwarty turniej Mistrzostw Europy U-19. Po raz pierwszy wydarzenie to rozgrywane było w Belgii. Rozpoczęło się ono 18 lipca, a zakończyło 30 lipca 2023 roku.
W turnieju mogły wystąpić jedynie zawodniczki, którzy spełniają wymagania dotyczące wieku.

## Zakwalifikowane zespoły
Do finałowego turnieju zakwalifikowało się 8 drużyn. Oprócz Belgii, która miała zapewniony start jako gospodarz, 7 innych zespołów uzyskało kwalifikację poprzez eliminacje.
| Reprezentacja  | Sposób kwalifikacji | Ostatni występ w ME U-19 | Najlepszy wynik w ME U-19                  | Wynik        |
| -------------- | ------------------- | ------------------------ | ------------------------------------------ | ------------ |
| Belgia U-19    | gospodarz           | 2019                     | Faza Grupowa (2006, 2011, 2014, 2019)      | Faza Grupowa |
| Niemcy U-19    | Zwycięzca Grupy A1  | 2022                     | Mistrzostwo (2002, 2006, 2007, 2011)       | II miejsce   |
| Czechy U-19    | Zwycięzca Grupy A2  | 2022                     | Faza Grupowa (2022)                        | Faza Grupowa |
| Francja U-19   | Zwycięzca Grupy A3  | 2022                     | Mistrzostwo (2003, 2010, 2013, 2016, 2019) | Półfinał     |
| Hiszpania U-19 | Zwycięzca Grupy A4  | 2022                     | Mistrzostwo (2004, 2017, 2018, 2022)       | Mistrzynie   |
| Islandia U-19  | Zwycięzca Grupy A5  | 2009                     | Faza Grupowa (2007, 2009)                  | Faza Grupowa |
| Austria U-19   | Zwycięzca Grupy A6  | 2016                     | Faza Grupowa (2016)                        | Faza Grupowa |
| Holandia U-19  | Zwycięzca Grupy A7  | 2019                     | Mistrzostwo (2014)                         | Półfinał     |

## Losowanie
Losowanie grup turnieju odbyło się w Tubizie 26 kwietnia o godzinie 10:00.

## Miasta i stadiony
Cztery stadiony w trzech miastach były gospodarzami turnieju.
| Tubize                     | Tubize               |
| -------------------------- | -------------------- |
| Stade Leburton             | RBFA Academy Stadium |
| Pojemność: 8 100           | Pojemność: 2 000     |
|                            |                      |
| Tubize x2La LouvièreLeuven |                      |
| La Louvière                | Leuven               |
| Stade du Tivoli            | Stadion Den Dreef    |
| Pojemność: 8 100           | Pojemność: 10 020    |
|                            |                      |

## Kwalifikacje
W kwalifikacjach brały udział 52 reprezentacje, podzielone na dwie ligi po siedem grup. Drużyny z Ligi A miały większe szanse na awans. Następnie w drugiej rundzie dochodziło do przetasowania grup na podstawie wyników. W drugiej rundzie najlepsi z ligi B, grali w lidze A o awans. Więcej informacji w artykule Mistrzostwa Europy U-19 w Piłce Nożnej Kobiet 2023 (eliminacje)

## Faza grupowa
Na podstawie:
Legenda
|  | Awans do fazy pucharowej. |
|  | Odpadnięcie z turnieju.   |

Gdy dwie lub więcej drużyn zakończy fazę grupową z taką samą liczbą punktów, o kolejności w tabeli decyduje:
1. bilans bramkowy
2. liczba goli zdobytych w fazie grupowej;
3. punkty zdobyte w meczach pomiędzy danymi drużynami;
4. różnica bramek w meczach pomiędzy danymi drużynami;
5. zdobyte bramki w meczach pomiędzy danymi drużynami;
6. klasyfikacja fair play;
7. losowanie.

Pogrubieniem oznaczono drużyny, które wywalczyły awans do półfinału.

### Grupa A
| Zespół        | Pkt | M | W | R | P | Br+ | Br- | +/- |
| ------------- | --- | - | - | - | - | --- | --- | --- |
| Holandia U-19 | 6   | 3 | 2 | 1 | 0 | 6   | 2   | +4  |
| Niemcy U-19   | 6   | 3 | 2 | 1 | 0 | 9   | 3   | +6  |
| Austria U-19  | 4   | 3 | 1 | 1 | 1 | 4   | 9   | -5  |
| Belgia U-19   | 1   | 3 | 0 | 1 | 2 | 3   | 8   | -5  |

| 18 lipca 2023 17:30 CET | Niemcy U-19 · Nachtigall 19', 29' · Sehitler 18', 77' · Alber 26' · Kett 49' | 6:0(4:0)Raport | Austria U-19 | RBFA Academy Stadium, Tubize Sędzia: Abigail Byrne |
|                         |                                                                              |                |              |                                                    |

| 18 lipca 2023 20:30 CET | Belgia U-19 | 0:3(0:1)Raport | Holandia U-19 · 30' Huizenga · 55' Henry · 85' Tolhoek | Stadion Den Dreef, Leuven Sędzia: Ewa Augustyn |
|                         |             |                |                                                        |                                                |

| 21 lipca 2023 17:30 CET | Belgia U-19 | 0:2(0:1)Raport | Niemcy U-19 · 36' Kett · 51' Alber | Stade Leburton, Tubize Sędzia: Frida Klarlund |
|                         |             |                |                                    |                                               |

| 21 lipca 2023 20:30 CET | Austria U-19 · Mädl 69' | 1:0(0:0)Raport | Holandia U-19 | RBFA Academy Stadium, Tubize Sędzia: Sabina Bolic |
|                         |                         |                |               |                                                   |

| 24 lipca 2023 17:30 CET | Holandia U-19 · Veit 42' (sam.) · Keukelaar 62' · Rosa van Gool 81' (k) | 3:1(1:1)Raport | Niemcy U-19 | Stade Leburton, Tubize Sędzia: Michèle Schmölzer |
|                         |                                                                         |                |             |                                                  |

| 24 lipca 2023 17:30 CET | Austria U-19 · Rukavina 11' · Natter 50' (k) · Mädl 58' | 3:3(1:0)Raport | Belgia U-19 · 47' Jacobs · 56' Ampoorter · 60' Detruyer | Stade du Tivoli, La Louvière Sędzia: Jelena Cvetković |
|                         |                                                         |                |                                                         |                                                       |

### Grupa B
| Zespół         | Pkt | M | W | R | P | Br+ | Br- | +/- |
| -------------- | --- | - | - | - | - | --- | --- | --- |
| Francja U-19   | 9   | 3 | 3 | 0 | 0 | 6   | 1   | +5  |
| Hiszpania U-19 | 6   | 3 | 2 | 1 | 0 | 10  | 2   | +8  |
| Islandia U-19  | 3   | 3 | 1 | 0 | 2 | 3   | 6   | -3  |
| Czechy U-19    | 0   | 3 | 0 | 0 | 3 | 0   | 10  | -10 |

| 18 lipca 2023 17:30 CET | Czechy U-19 | 0:1(0:1)Raport | Francja U-19 · 27' (sam.) Barkova | Stade du Tivoli, La Louvière Sędzia: Frida Klarlund |
|                         |             |                |                                   |                                                     |

| 18 lipca 2023 20:30 CET | Islandia U-19 | 0:3(0:2)Raport | Hiszpania U-19 · 11' González · 36' Iannuzzi · 89' Camacho | Stade Leburton, Tubize Sędzia: Jelena Cvetković |
|                         |               |                |                                                            |                                                 |

| 21 lipca 2023 17:30 CET | Islandia U-19 · Kristjánsdóttir 13' · Jörundsdóttir 85' | 2:0(1:0)Raport | Czechy U-19 | Stade du Tivoli, La Louvière Sędzia: Michèle Schmölzer |
|                         |                                                         |                |             |                                                        |

| 21 lipca 2023 20:30 CET | Francja U-19 · Fontaine 57' · Ribadeira 79' | 2:0(0:0)Raport | Hiszpania U-19 | Stadion Den Dreef, Leuven Sędzia: Abigail Byrne |
|                         |                                             |                |                |                                                 |

| 24 lipca 2023 20:30 CET | Hiszpania U-19 · Camacho 4', 38' · Martret 13' · Iannuzzi 17' · González 73' · Moral 78', 90+3' | 7:0(4:0)Raport | Czechy U-19 | Stadion Den Dreef, Leuven Sędzia: Sabina Bolic |
|                         |                                                                                                 |                |             |                                                |

| 24 lipca 2023 20:30 CET | Francja U-19 · Ribadeira 27' · Neller 45' · Benera 89' | 3:1(2:1)Raport | Islandia U-19 · 32' Sveinsdóttir | RBFA Academy Stadium, Tubize Sędzia: Ewa Augustyn |
|                         |                                                        |                |                                  |                                                   |

## Faza pucharowa
|  |                       |                |             |                       |       |                |                |       |
|  | Półfinał              | Półfinał       | Półfinał    |                       |       | Finał          | Finał          | Finał |
|  | Półfinał              | Półfinał       | Półfinał    |                       |       | Finał          | Finał          | Finał |
|  | 27 lipca 2023, Tubize |                |             |                       |       |                |                |       |
|  |                       |                |             |                       |       |                |                |       |
|  | Holandia U-19         | Holandia U-19  | 0           |                       |       |                |                |       |
|  | Holandia U-19         | Holandia U-19  | 0           | 30 lipca 2023, Leuven |       |                |                |       |
|  | Hiszpania U-19        | Hiszpania U-19 | 1           |                       |       |                |                |       |
|  | Hiszpania U-19        | Hiszpania U-19 | 1           |                       |       | Hiszpania U-19 | Hiszpania U-19 | 0 (3) |
|  | 27 lipca 2023, Tubize |                |             |                       |       | Hiszpania U-19 | Hiszpania U-19 | 0 (3) |
|  |                       |                | Niemcy U-19 | Niemcy U-19           | 0 (2) |                |                |       |
|  | Francja U-19          | Francja U-19   | Niemcy U-19 | Niemcy U-19           | 0 (2) | 2              |                |       |
|  | Francja U-19          | Francja U-19   |             |                       |       |                |                |       |
|  | Niemcy U-19           | Niemcy U-19    | 3           |                       |       |                |                |       |
|  | Niemcy U-19           | Niemcy U-19    | 3           |                       |       |                |                |       |

### Półfinały
| 27 lipca 2023 17:30 CET | Holandia U-19 | 0:1(0:1)Raport | Hiszpania U-19 · 12' Bartel | Stade Leburton, Tubize Sędzia: Ewa Augustyn |
|                         |               |                |                             |                                             |

| 27 lipca 2023 20:30 CET | Francja U-19 · Ribadeira 18', 21' (k) | 2:3 dogr.(2:0)Raport | Niemcy U-19 · 57' Veit · 90+2' Platner · 115' Kett | RBFA Academy Stadium, Tubize Sędzia: Ewa Augustyn |
|                         |                                       |                      |                                                    |                                                   |

### Finał
| 30 lipca 2023 17:30 CET                                                            | Hiszpania U-19 | 0:0 k. 3:2(0:0)Raport                                                      | Niemcy U-19 | Stadion Den Dreef, Leuven Sędzia: Frida Klarlund |
|                                                                                    |                |                                                                            |             |                                                  |
|                                                                                    |                | Rzuty karne                                                                |             |                                                  |
| Olaya Enrique · Silvia Lloris · Érika González · Lucia Corrales · Sandra Villafañe |                | Jella Veit · Vanessa Diehm · Miriam Hils · Paulina Bartz · Pauline Deutsch |             |                                                  |

## Strzelcy

### 4 gole
- Louna Ribadeira

### 3 gole
- Carla Camacho
- Franziska Kett

### 2 gole
- Valentina Mädl
- Érika González
- Fiamma Iannuzzi
- Lucia Moral
- Mara Alber
- Sophie Nachtigall
- Alara Sehitler

### 1 gol
- Linda Natter
- Magdalena Rukavina
- Valesca Ampoorter
- Marie Detruyer
- Lore Jacobs
- Baby Jordy Benera
- Aïrine Fontaine
- Chloe Neller
- Julia Bartel
- Laia Martret
- Rosa van Gool
- Ziva Henry
- Hanna Huizenga
- Lotte Keukelaar
- Danique Tolhoek
- Snædís María Jörundsdóttir
- Vigdís Lilja Kristjánsdóttir
- Bergdís Sveinsdóttir
- Dilara Acikgöz
- Paulina Platner
- Jella Veit

### Gole samobójcze
- Anna Barkova (dla  Francji)
- Jella Veit (dla  Holandii)

## Klasyfikacja końcowa
| Miejsce                        | Reprezentacja  | Punkty | Bramki +/− | Bramki zdobyte |
| ------------------------------ | -------------- | ------ | ---------- | -------------- |
| Strefa medalowa                |                |        |            |                |
| złoto                          | Hiszpania U-19 | 12     | +9         | 11             |
| srebro                         | Niemcy U-19    | 9      | +7         | 12             |
| brąz                           | Francja U-19   | 9      | +4         | 8              |
| brąz                           | Holandia U-19  | 6      | +3         | 6              |
| Wyeliminowane w ćwierćfinałach |                |        |            |                |
| 5.                             | Austria U-19   | 4      | -5         | 4              |
| 6.                             | Islandia U-19  | 3      | -3         | 3              |
| 7.                             | Belgia U-19    | 1      | -5         | 3              |
| 8.                             | Czechy U-19    | 0      | -10        | 0              |

## Nagrody indywidualne
- Królowa strzelców:  Louna Ribadeira (4 gole)[6]
- Najlepsza zawodniczka:  Louna Ribadeira[7]